# Pòble d'Òc
El Pòble d'Òc va ser un moviment polític occità que es va crear l'any 1971 i les activitats del qual es van aturar el 1983. Es definia com a hereu de les experiències federalistes i autogestionàries de la comuna de París de 1871 i de la Generalitat republicana de 1936.
Va donar suport als Republicans Irlandesos i la resistència del poble palestí, però la seva ideologia heterogènia li va restar suport. A diferència d'altres organitzacions occitanes, va refusar donar suport a François Mitterrand a les eleccions presidencials franceses de 1974 i va participar en manifestacions en suport de Larzac de 1974 i 1977.
Pòble d'Òc es va crear el 1971 a Montpeller per Jean-Louis Lin i Richard Roudier com a evolució del grup Jeune Languedoc, format amb antics membres del grup d'extrema dreta Europe-Action. Tanmateix, les crítiques que rebia de les organitzacions occitanes d'esquerra com Lucha Occitana va girar el seu discurs vers l'extrema esquerra. Va fer el seu primer congrés el maig de 1976, a partir del qual va progressar durant dos anys. Jean-Louis Lin, qui també va formar el grup Poble d'Auvernha a Clarmont d'Alvèrnia, va mantenir contactes amb nacionalistes corsos i amb resistents palestins.
El 1977 fou assassinat Mahmoud Saleh, palestí fundador de la Llibreria Àrab de París que donava suport la causa occitana, i el 1978 Jean-Louis Lin fou trobat ofegat a Courbevoie. El grup fou dirigit des d'aleshores per Jean-Pierre Richaudeau, que s'hi havia incorporat el 1973, i va començar una lenta decadència fins que el 1983 les seves activitats es van aturar completament.